# Philetus Norris
Pour les articles homonymes, voir Norris.
Philetus Walter Norris, né le 17 août 1821 et mort le 14 janvier 1885, est le deuxième surintendant du parc national de Yellowstone aux États-Unis. En juin 1878, le Congrès américain approuve le salaire attribué au surintendant du parc ainsi que les subventions pour protéger, préserver et améliorer le parc. Lorsque Norris entre en fonction en 1877, il y a environ 51 km de routes et 173 km de sentiers. Lorsqu'il se retire en 1882, la longueur des routes avait été multipliée par cinq et celle des chemins par deux. Norris doit quitter son poste en 1882 à la suite de manœuvres politiciennes.
Aujourd'hui, plusieurs lieux portent le nom de Norris dans le parc de Yellowstone, notamment :
- le Norris Geyser Basin ;
- Norris Pool ;
- les Norris Museum and Comfort Station ;
- la Canyon-Norris road.